# Д̌
Cette page contient des caractères spéciaux ou non latins. S’ils s’affichent mal (▯, ?, etc.), consultez la page d’aide Unicode.
Д̌ (minuscule : д̌), appelé dé caron, est une lettre additionnelle de l’alphabet cyrillique utilisée en shughni, wakhi et yazgoulami. Elle est composée du dé ‹ Д › diacrité d’un caron.

## Représentation informatique
Le dé caron peut être représenté avec les caractères Unicode suivants :
- décomposé (cyrillique, diacritiques)[1],[2] :

| formes    | représentations | chaînes de caractères | points de code | descriptions                                     |
| --------- | --------------- | --------------------- | -------------- | ------------------------------------------------ |
| capitale  | Д̌               | Д◌̌                    | U+0414 U+030C  | lettre majuscule cyrillique dé diacritique caron |
| minuscule | д̌               | д◌̌                    | U+0434 U+030C  | lettre minuscule cyrillique dé diacritique caron |